# Vetulicolidae
Vetulicolidae là một họ của lớp Vetulicolida trong ngành Vetulicolia, sống đầu kỷ Cambri bao gồm hai chi: Vetulicola và Ooedigera.